# Torna az 1964. évi nyári olimpiai játékokon
Az 1964. évi nyári olimpiai játékokon a tornában tizennégy versenyszámban osztottak érmeket. Larisza Latinyina újabb két aranyérmet szerzett, ezzel minden eddigi tornászolimpikon közül ő a legeredményesebb, kilenc olimpiai bajnoki címmel.

## Férfi

### Éremtáblázat
A táblázatban a rendező ország csapata eltérő háttérszínnel, az egyes számoszlopok legmagasabb értéke vagy értékei vastagítással kiemelve.
| Az 1964. évi nyári olimpiai játékok éremtáblázata férfi tornában | Az 1964. évi nyári olimpiai játékok éremtáblázata férfi tornában | Az 1964. évi nyári olimpiai játékok éremtáblázata férfi tornában | Az 1964. évi nyári olimpiai játékok éremtáblázata férfi tornában | Az 1964. évi nyári olimpiai játékok éremtáblázata férfi tornában | Olimpia  |
| ---------------------------------------------------------------- | ---------------------------------------------------------------- | ---------------------------------------------------------------- | ---------------------------------------------------------------- | ---------------------------------------------------------------- | -------- |
|                                                                  | Ország                                                           | Arany                                                            | Ezüst                                                            | Bronz                                                            | Összesen |
| 1.                                                               | Japán (JPN)                                                      | 5                                                                | 4                                                                | 0                                                                | 9        |
| 2.                                                               | Szovjetunió (URS)                                                | 1                                                                | 6                                                                | 2                                                                | 9        |
| 3.                                                               | Olaszország (ITA)                                                | 1                                                                | 1                                                                | 1                                                                | 3        |
| 4.                                                               | Jugoszlávia (YUG)                                                | 1                                                                | 0                                                                | 1                                                                | 2        |
|                                                                  |                                                                  |                                                                  |                                                                  |                                                                  |          |
| 5.                                                               | Finnország (FIN)                                                 | 0                                                                | 0                                                                | 1                                                                | 1        |
| 5.                                                               | Egyesült Német Csapat (EUA)                                      | 0                                                                | 0                                                                | 1                                                                | 1        |
|                                                                  |                                                                  |                                                                  |                                                                  |                                                                  |          |
| Összesen                                                         | Összesen                                                         | 8                                                                | 11                                                               | 6                                                                | 25       |

### Érmesek
A táblázatban a rendező ország versenyzői eltérő háttérszínnel kiemelve.
| Az 1964. évi nyári olimpiai játékok érmesei férfi tornában | | | |
| Versenyszám                                                | Arany | Ezüst | Bronz |
| Gyűrű                                                      | Hajata Takudzsi · Japán (JPN) · 19,475                                                                                 | Franco Menichelli · Olaszország (ITA) · 19,425                                                                                      | Borisz Sahlin · Szovjetunió (URS) · 19,400                                                                                     |
| Korlát                                                     | Endó Jukio · Japán (JPN) · 19,675                                                                                      | Curumi Súdzsi · Japán (JPN) · 19,450                                                                                                | Franco Menichelli · Olaszország (ITA) · 19,350                                                                                 |
| Lólengés                                                   | Miroslav Cerar · Jugoszlávia (YUG) · 19,525                                                                            | Curumi Súdzsi · Japán (JPN) · 19,325                                                                                                | Jurij Capenko · Szovjetunió (URS) · 19,200                                                                                     |
| Nyújtó                                                     | Borisz Sahlin · Szovjetunió (URS) · 19,625                                                                             | Jurij Tyitov · Szovjetunió (URS) · 19,550                                                                                           | Miroslav Cerar · Jugoszlávia (YUG) · 19,500                                                                                    |
| Talaj                                                      | Franco Menichelli · Olaszország (ITA) · 19,450                                                                         | Endó Jukio · Japán (JPN) · 19,350                                                                                                   | Nem adták ki |
| Talaj                                                      | Franco Menichelli · Olaszország (ITA) · 19,450                                                                         | Viktor Liszickij · Szovjetunió (URS) · 19,350                                                                                       | Nem adták ki |
| Ugrás                                                      | Jamasita Haruhiro · Japán (JPN) · 19,600                                                                               | Viktor Liszickij · Szovjetunió (URS) · 19,325                                                                                       | Hannu Rantakari · Finnország (FIN) · 19,300                                                                                    |
| Összetett egyéni                                           | Endó Jukio · Japán (JPN) · 115,95                                                                                      | Curumi Súdzsi · Japán (JPN) · 115,40                                                                                                | Nem adták ki |
| Összetett egyéni                                           | Endó Jukio · Japán (JPN) · 115,95                                                                                      | Borisz Sahlin · Szovjetunió (URS) · 115,40                                                                                          | Nem adták ki |
| Összetett egyéni                                           | Endó Jukio · Japán (JPN) · 115,95                                                                                      | Viktor Liszickij · Szovjetunió (URS) · 115,40                                                                                       | Nem adták ki |
| Összetett csapat                                           | Japán (JPN) · Curumi Súdzsi · Endó Jukio · Hajata Takudzsi · Jamasita Haruhiro · Micukuri Takasi · Ono Takasi · 577,95 | Szovjetunió (URS) · Jurij Capenko · Szergej Gyiomidov · Viktor Leontyjev · Viktor Liszickij · Borisz Sahlin · Jurij Tyitov · 575,45 | Egyesült Német Csapat (EUA) · Siegfried Fülle · Philipp Fürst · Erwin Koppe · Klaus Köste · Günter Lyhs · Peter Weber · 565,10 |

## Női

### Éremtáblázat
| Az 1964. évi nyári olimpiai játékok éremtáblázata női tornában | Az 1964. évi nyári olimpiai játékok éremtáblázata női tornában | Az 1964. évi nyári olimpiai játékok éremtáblázata női tornában | Az 1964. évi nyári olimpiai játékok éremtáblázata női tornában | Az 1964. évi nyári olimpiai játékok éremtáblázata női tornában | Olimpia  |
| -------------------------------------------------------------- | -------------------------------------------------------------- | -------------------------------------------------------------- | -------------------------------------------------------------- | -------------------------------------------------------------- | -------- |
|                                                                | Ország                                                         | Arany                                                          | Ezüst                                                          | Bronz                                                          | Összesen |
| 1.                                                             | Szovjetunió (URS)                                              | 3                                                              | 4                                                              | 3                                                              | 10       |
| 2.                                                             | Csehszlovákia (TCH)                                            | 3                                                              | 1                                                              | 0                                                              | 4        |
|                                                                |                                                                |                                                                |                                                                |                                                                |          |
| 3.                                                             | Magyarország (HUN)                                             | 0                                                              | 1                                                              | 1                                                              | 2        |
| 4.                                                             | Egyesült Német Csapat (EUA)                                    | 0                                                              | 1                                                              | 0                                                              | 1        |
|                                                                |                                                                |                                                                |                                                                |                                                                |          |
| 5.                                                             | Japán (JPN)                                                    | 0                                                              | 0                                                              | 1                                                              | 1        |
|                                                                |                                                                |                                                                |                                                                |                                                                |          |
| Összesen                                                       | Összesen                                                       | 6                                                              | 7                                                              | 5                                                              | 18       |

### Érmesek
| Az 1964. évi nyári olimpiai játékok érmesei női tornában | | | |
| Versenyszám                                              | Arany | Ezüst | Bronz |
| Gerenda                                                  | Věra Čáslavská · Csehszlovákia (TCH) · 19,449                                                                                                   | Tamara Manyina · Szovjetunió (URS) · 19,399 | Larisza Latinyina · Szovjetunió (URS) · 19,382                                                                                          |
| Felemás korlát                                           | Polina Asztahova · Szovjetunió (URS) · 19,332                                                                                                   | Makray Katalin · Magyarország (HUN) · 19,216 | Larisza Latinyina · Szovjetunió (URS) · 19,199                                                                                          |
| Ugrás                                                    | Věra Čáslavská · Csehszlovákia (TCH) · 19,483                                                                                                   | Larisza Latinyina · Szovjetunió (URS) · 19,283 | Nem adták ki |
| Ugrás                                                    | Věra Čáslavská · Csehszlovákia (TCH) · 19,483                                                                                                   | Birgit Radochla · Egyesült Német Csapat (EUA) · 19,283                                                                                             | Nem adták ki |
| Talaj                                                    | Larisza Latinyina · Szovjetunió (URS) · 19,599                                                                                                  | Polina Asztahova · Szovjetunió (URS) · 19,500 | Ducza Anikó · Magyarország (HUN) · 19,300                                                                                               |
| Összetett egyéni                                         | Věra Čáslavská · Csehszlovákia (TCH) · 77,564                                                                                                   | Larisza Latinyina · Szovjetunió (URS) · 76,998 | Polina Asztahova · Szovjetunió (URS) · 76,965                                                                                           |
| Összetett csapat                                         | Szovjetunió (URS) · Polina Asztahova · Ljudmila Gromova · Larisza Latinyina · Tamara Manyina · Alena Valcseckaja · Tamara Zamotajlova · 380,890 | Csehszlovákia (TCH) · Věra Čáslavská · Jaroslava Sedláčková · Marianna Krajčírová · Jána Posnerová · Hana Růžičková · Adolfína Tkačíková · 379,989 | Japán (JPN) · Siraszu-Aihara Tosiko · Cudzsi Hiroko · Abukava-Csiba Ginko · Tanaka-Ikeda Keiko · Nakamura Taniko · Ono Kijoko · 377,889 |